# Линейные корабли типа «Кайзер»
Линейные корабли типа «Кайзер» (нем. Kaiser-Klasse) — серия германских линейных кораблей 1910-х годов. По сравнению с предшествовавшими линкорами типа «Остфрисланд», число башен главного калибра на них было сокращено до пяти, но за счёт более удачного линейно-диагонального их расположения на каждый борт могли вести огонь те же восемь орудий, а в пределах ограниченных углов наведения — все десять; также вновь были серьёзно усилены броневая и подводная защита линкоров, выведя тип «Кайзер» по этим параметрам в число мощнейших в мире. Кроме этого, впервые среди германских дредноутов на типе «Кайзер» была применена паротурбинная силовая установка.
Всего в 1909—1913 годах было построено пять линкоров типа «Кайзер», два — в рамках кораблестроительной программы 1909/1910 годов и ещё три — по программе 1910—1911 годов. «Фридрих дер Гроссе» и «Принц-регент Луитпольд» специально проектировались как флагманские корабли флота и имели специально оборудованные боевые рубки и ходовые мостики. Оригинальной конструктивной особенностью проекта также являлась запланированная на «Принце-регенте Луитпольде» дизельная силовая установка на среднем валу, но так как довести двигатель мощностью в 12 000 л. с. до работоспособного состояния так и не удалось, корабль вступил в строй и эксплуатировался только с паротурбинной установкой на двух валах.

## Конструкция

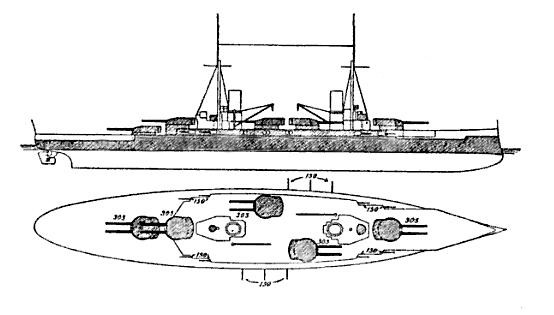
Схема линкора типа «Кайзер»

По своей конструкции дредноуты типа «Кайзер» представляли собой высокобортный корабль с удлинённым баком, пятью бронированными вращающимися башенными установками артиллерии главного калибра (из них три по ДП в оконечностях корабля и две ближе к бортам эшелонирование в районе миделя), двумя бронированными боевыми рубками, непрерывным нижним броневым поясом от кормовой поперечной броневой переборки до форштевня, верхним броневым поясом бронирования цитадели от кормового барбета до носового, бронированным казематом и бронированной палубой, расположенной выше и ниже КВЛ. Средняя артиллерия размещалась на палубу выше, чем у предшественников. Носовую и кормовую оконечность дополнительно защищала верхняя бронированная палуба.
Форма корпуса в основном повторяла форму корпуса типа «Гельголанд», но отличалась несколько большей длиной и более широким миделем. Подъём днища в носовой части был менее крутой, а у форштевня отсутствовал характерный таранный шпирон, что уже свидетельствовало о полном отказе от архаичной тактики таранного удара в бою.
В отличие от сплошной верхней палубы у типа «Гельголанд», был добавлен полубак. Он оканчивался у середины барбета кормовой линейно-возвышенной башенной установки, а дымовые трубы установили на большем расстоянии друг от друга.
Экипаж по штату насчитывал 1043 человека команды и 41 офицер. «Фридрих дер Гроссе» и «Принц-регент Луитпольд» строились как флагманские корабли и имели помещения для размещения адмирала со штабом — дополнительно 80 человек, из них 14 офицеров.

### Вооружение
Главный калибр составляли десять 305-мм орудий 30.5cm SK L/50 C/08 с длиной ствола 50 калибров. Орудия оснащались клиновым затвором системы Круппа. Они располагались в установках образца 1909 года Drh.LC/1909, с углом склонения −8° и углом возвышения 13,5 °. Впоследствии углы были изменены на −5,5° и +16 ° соответственно. Заряд состоял из двух частей — основного в латунной гильзе и дополнительного в шелковом картузе. До подачи в боевое отделение башни дополнительный заряд находился в латунном пенале. Общий вес порохового заряда составлял 125,5 кг. При угле возвышения в 13,5° он обеспечивал 405,5 кг бронебойному снаряду начальную скорость в  855 м/с и дальность 18 000 м, при 16 ° 20 400 м. Максимальная скорострельность — три выстрела в минуту. Общий боекомплект составлял 860 снарядов — по 86 на орудие.
Противоминная артиллерия линкоров типа «Кайзер» включала орудия двух калибров − 150-мм среднего и 88-мм лёгкого.
Средняя артиллерия состояла из четырнадцати 150-мм орудий 15 cm/45 SK L/45 с длиной ствола 45 калибров в казематах, с дальностью стрельбы 13 500 м (73 кбт.) с сектором обстрела 120°; с 1915 г. дальность стрельбы увеличили до 16 800 м (91 кбт.) Общий боекомплект 150-мм орудий составлял 2240 выстрелов или 160 на орудие.
Корабли были оснащены восемью 8,8 см орудиями SK L/45 с общим боекомплектом 2800 снарядов, впоследствии заменённых на два — четыре зенитных того же калибра.
По сравнению с линкорами первых двух серий, торпедное вооружение ослабили за счёт сокращения количества торпедных аппаратов до пяти подводных 500-мм (один носовой и четыре бортовых, с боекомплектом 19 торпед).

### Бронирование
Толщина плит главного броневого пояса по КВЛ от кормы к носу у дредноутов типа «Кайзер» составляла, 180—350 (постепенно уменьшалась до 180 мм у нижней кромки), в носовой оконечности 180-80 мм, в кормовой 180—125 мм (на «Кайзерин» и «Принц-регент Луитпольд» несколько меньше: 150-80 мм в носовой и 150 мм в кормовой).
305 мм башни имели 300 мм толщину лобовых плит 250 мм боковые стенки, 290 мм заднюю стенку, 110 мм наклонную часть крыши и 80 мм плоскую часть.
Толщина броневых плит каземата составляла 170 мм, с установкой 80-мм щитов на орудия и 15-20 мм экранов и внутренних противоосколочных переборок между ними. В оконечностях переборки каземата также имели толщину 170 мм. 
Толщина листов противоторпедных переборок составляла 40 мм («Принц-регент Луитпольд» — 50 мм).

### Энергетическая установка
Главная энергетическая установка четырёх дредноутов типа «Кайзер» состояла из трёх одинаковых независимых комплектов турбин («Кайзер» и «Кайзерин» — типа Парсонс; «Фридрих дер Гроссе» — АЕГ-Кертис; «Кёниг Альберт» — Шихау), вращавших три трёхлопастных винта диаметром 3,75 м. Вес установки составлял 1940 т и возрос, по разным данным, на 140—167 т по сравнению с предыдущим типом. При этом турбоагрегаты у типа «Кайзер» имели меньшие массогабаритные размеры и занимали меньшие объёмы, чем паровые машины у типа «Гельголанд».
На пятом дредноуте («Принц-регент Луитпольд») должны были установить комбинированную силовую установку, состоящую из двух комплектов турбин и одного дизеля большой мощности, однако изготовляемый заводом «Германия» дизельный двигатель так и не смогли довести до работоспособного состояния.
Котлы установили в трёх эшелонировано расположенных котельных отделениях, разделённых на десять кочегарок. В заднем отделении четыре котла, каждый в отдельной кочегарке, имели общие дымоходы на заднюю дымовую трубу, 12 котлов среднего и переднего отделения в шести кочегарках — общие дымоходы на переднюю.
На «Принц-регент Луитпольде» в так же расположенных десяти кочегарках установили 14 таких же водотрубных котлов угольного отопления, оборудованных форсунками для впрыска нефти.
В бортовых помещениях машинного отделения установили две более мощных чем у систершипов турбины Парсонса общей мощностью 26 000 л. с. вращавших два трёхлопастных гребных винта диаметром 4 м, что должно было обеспечить кораблю скорость хода 20 узлов.

## Модернизации
За время своей сравнительно недолгой службы серьёзной модернизации корабли этого типа не подвергались, за исключением увеличения максимального угла возвышения орудий главного калибра с 13,5° до 16° (Prinzregent Luitpold был модернизирован как раз перед, а остальные корабли вскоре после Ютланского сражения) и замены в годы войны четырёх из 88-мм противоминных орудий на зенитные того же калибра.

## Представители
| Название                                      | Верфь               | Закладка       | Спуск на воду   | Вступление в строй | Судьба                              |
| --------------------------------------------- | ------------------- | -------------- | --------------- | ------------------ | ----------------------------------- |
| «Кайзер» Kaiser                               | верфь флота в Киле  | декабрь 1909   | 22 марта 1911   | 7 декабря 1912     | затоплены в Скапа-Флоу 21 июня 1919 |
| «Фридрих дер Гроссе» Friedrich der Grosse     | Vulcan, Гамбург     | 26 января 1910 | 10 июня 1911    | 22 января 1913     | затоплены в Скапа-Флоу 21 июня 1919 |
| «Кайзерин» Kaiserin                           | Howaldtswerke, Киль | ноябрь 1910    | 11 ноября 1911  | 13 декабря 1913    | затоплены в Скапа-Флоу 21 июня 1919 |
| «Кёниг Альберт» König Albert                  | Schichau, Данциг    | 17 июля 1910   | 27 апреля 1912  | 8 ноября 1913      | затоплены в Скапа-Флоу 21 июня 1919 |
| «Принц-регент Луитпольд» Prinzregent Luitpold | Germaniawerft, Киль | январь 1911    | 17 февраля 1912 | 6 декабря 1913     | затоплены в Скапа-Флоу 21 июня 1919 |

## Служба

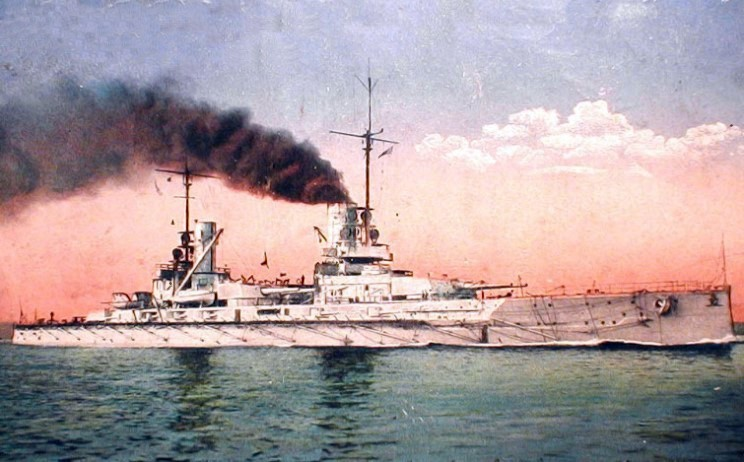
Открытка с изображением «Фридриха дер Гроссе», около 1914 года

В 1913 году «Кайзер» и «Кёниг Альберт» осуществили дальнее плавание в Юго-Западную Африку и Южную Америку. В годы Первой мировой войны все линкоры типа «Кайзер» входили в состав Флота открытого моря и активно использовались в боевых действиях. В Ютландском сражении принимали участие четыре линкора этой серии. «Кёнинг Альберт» находился в это время в сухом доке на ремонте. Несмотря на использование в ряде операций германского флота, ни один линкор этого типа в годы войны не получил серьёзных повреждений. С капитуляцией Германии, все пять кораблей серии, вместе с другими кораблями Флота открытого моря, были затоплены в Скапа-Флоу (Оркнейские острова) в 1919 году и впоследствии подняты и проданы на слом в 1929—1937 годах.

## Оценка проекта
|                                 | «Вайоминг»                  | «Орион»                               | «Остфрисланд»                          | «Кайзер»                              | «Мольтке»                                 |
| ------------------------------- | --------------------------- | ------------------------------------- | -------------------------------------- | ------------------------------------- | ----------------------------------------- |
| Год закладки                    | 1909                        | 1909                                  | 1908                                   | 1909                                  | 1909                                      |
| Год ввода в строй               | 1912                        | 1912                                  | 1911                                   | 1912                                  | 1912                                      |
| Водоизмещение нормальное, т     | 26 416                      | 22 555                                | 22 806                                 | 24 724                                | 22 979                                    |
| Полное, т                       | 27 680                      | 26 284                                | 24 700                                 | 27 000                                | 25 400                                    |
| Тип СУ                          | ПТ                          | ПТ                                    | ПМ                                     | ПТ                                    | ПТ                                        |
| Мощность, л. с.                 | 28 000                      | 27 000                                | 28 000                                 | 28 000                                | 52 000                                    |
| Максимальная скорость, узл.     | 20,5                        | 21                                    | 20,5                                   | 21                                    | 25,5                                      |
| Дальность, миль (на ходу, узл.) | 6680 (10)                   | 6730 (10)                             | 5500 (10)                              | 7900(12)                              | 4400 (14)                                 |
| Бронирование, мм                |                             |                                       |                                        |                                       |                                           |
| Пояс                            | 279                         | 305                                   | 300                                    | 350                                   | 270                                       |
| Палуба                          | 35—63                       | 45—102                                | 55—80                                  | 60—100                                | 50                                        |
| Башни, лоб                      | 305                         | 279                                   | 300                                    | 300                                   | 230                                       |
| Барбеты                         | 254                         | 254                                   | 300                                    | 300                                   | 200—230                                   |
| Рубка                           | 292                         | 279                                   | 300                                    | 350                                   | 300                                       |
| Схема размещения вооружения     |                             |                                       |                                        |                                       |                                           |
| Вооружение                      | 6×2×305/50 21×1×127/51 2 ТА | 5×2×343/45 16×1×102/50 4×1 47-мм 3 ТА | 6×2×305/50 14×1×150/45 14×1×88/45 6 ТА | 5×2×305/50 14×1×150/45 8×1×88/45 5 ТА | 5×2×280-мм/50 12×1×150/45 12×1×88/45 4 ТА |